# Parlez-moi de Sara

Parlez-moi de Sara (Surrender, Dorothy) est un téléfilm américain réalisé par Charles McDougall, diffusé en 2006.

## Fiche technique
- Titre original : Surrender, Dorothy
- Réalisation : Charles McDougall
- Scénario : Matthew McDuffie, d'après une nouvelle de Meg Wolitzer
- Musique : Matthias Weber
- Pays : États-Unis
- Durée : 120 min

## Distribution
- Diane Keaton (VF : Béatrice Delfe) : Natalie
- Tom Everett Scott (VF : Damien Boisseau) : Adam
- Alexa Davalos : Sara
- Lauren German : Maddy
- Josh Hopkins : Peter
- Chris Pine : Shawn
- Peter Riegert : Mel
- Marnie Crossen : Mrs. Moyles
- Roy Werner : Harvey